# ريتشارد غريني (موسيقي)
ريتشارد غريني (بالإنجليزية: Richard Greene)‏ هو موسيقي وعازف كمان أمريكي، ولد في 9 نوفمبر 1942 في لوس أنجلوس في الولايات المتحدة.

## وصلات خارجية
- الموقع الرسمي
- ريتشارد غريني على موقع ميوزك برينز (الإنجليزية)
- ريتشارد غريني على موقع أول ميوزيك (الإنجليزية)
- ريتشارد غريني على موقع ديسكوغز (الإنجليزية)